# 巴基斯坦艾利鯰
巴基斯坦艾利鯰，為輻鰭魚綱鯰形目北非鯰科的其中一種，分布於亞洲印度、尼泊爾、巴基斯坦及孟加拉的淡水、半鹹水域，體長可達30公分，棲息在大型河川的中底層水域，生活習性不明，可做為食用魚。